# Tribunal administratif des Nations unies
Le Tribunal administratif des Nations unies est un organe indépendant institué le 24 novembre 1949 visant à régler des litiges internes à l'ONU. À la suite d'une refonte du système juridique interne des Nations unies, le tribunal administratif est remplacé le 1er juillet 2009 par un système à double degré de juridiction : une instance du premier degré, le Tribunal du contentieux administratif des Nations unies, et une instance d'appel, le Tribunal d’appel des Nations unies.

## Mission
D'après le statut du Tribunal administratif des Nations unies, adopté par l’Assemblée générale des Nations unies le 24 novembre 1949 et plusieurs fois amendé :

« Le Tribunal est compétent pour connaître des requêtes invoquant l’inobservation du contrat d’engagement des fonctionnaires du Secrétariat des Nations unies ou des conditions d’emploi de ces fonctionnaires et pour statuer sur lesdites requêtes. »

Sa compétence a été étendue au personnel des greffes de la Cour internationale de justice (CIJ) et du Tribunal international du droit de la mer, et au personnel de l'autorité internationale des fonds marins. Il connaît de requêtes invoquant l’inobservation des Statuts de la Caisse commune des pensions du personnel des Nations unies par une décision du Comité mixte de la Caisse commune des pensions du personnel des Nations unies.

## Composition
Le tribunal se composait de sept membres de nationalité différente, nommés par l’Assemblée générale pour un mandat de quatre ans renouvelable une fois, tandis que le président et le vice-président étaient élus par les juges du tribunal. Ces derniers devaient posséder une compétence reconnue dans le domaine du droit administratif. Tout comme la Cour internationale de justice, les membres du tribunal administratif ne pouvaient être relevés de leur fonction que par un vote unanime des autres juges.